# تيليتون في تونس
في تونس، التيليتون هو حدث خيري ينظم في عدة مناسبات تضامنية على مستوى وطني (أساسا كوارث طبيعية أو طبية...)، ويتم تنظيمه على مدى يوم كامل عبر بث موحد مباشر على العديد من القنوات التلفزية وكذلك إذاعات الراديو في البلاد، ويتم في نهاية اليوم تجميع مبلغ مالي مخصص لقضية ما، وتكون التبرعات مباشرة (عبر إرساليات الsms وموقع إنترنت) أو غير مباشرة عبر وعود التبرع (خاصة من قبل المؤسسات والشركات ورجال الأعمال).

## النسخ
| التاريخ        | القضية                          | التبرعات (دينار تونسي) | التبرعات (دينار تونسي) | التبرعات (دينار تونسي)                     | أهم المتبرعين |
| التاريخ        | القضية                          | وعود فعلية             | مبالغ مجمعة            | المجموع العام                              | أهم المتبرعين |
| -------------- | ------------------------------- | ---------------------- | ---------------------- | ------------------------------------------ | --- |
| 30 سبتمبر 2018 | فيضانات نابل 2018               | 7.5 مليون              | 1.4 مليون              | 8.9 مليون دينار تونسي (أي 2.8 مليون يورو)  | الاتحاد التونسي للصناعة والتجارة والصناعات التقليدية، الاتحاد العام التونسي للشغل |
| 20 مارس 2020   | جائحة فيروس كورونا في تونس 2020 | 21 مليون               | 6.1 مليون              | 27.1 مليون دينار تونسي (أي 8.7 مليون يورو) | كادوريم، الاتحاد الدولي للبنوك، مجموعة بولينا، حمادي بوصبيع، أوريدو تونس، الغرفة الوطنية للمساحات التجارية الكبرى، أورنج تونس، مجموعة دليس، شركة ليلا، مجموعة المبروك، شركة ستار للتأمين، لطيفة العرفاوي، مجموعة البياحي، رضا شرف الدين، تلنات، حمدي المؤدب |

## مقالات ذات صلة
- تيليثون